# Pern
Pern (okzitanisch: Pèrn) ist eine ehemalige französische Gemeinde mit 426 Einwohnern (Stand: 1. Januar 2022) im Département Lot in der Region Okzitanien. Sie gehörte zum Arrondissement Cahors. Die Bewohner werden Pernois und Pernoises genannt.
Der Erlass der Präfektin vom 20. August 2024 legte mit Wirkung zum 1. Januar 2025 die Eingliederung von Pern als Commune déléguée zusammen mit der früheren Gemeinde Lhospitalet zur Commune nouvelle Pern-Lhospitalet fest.

## Geografie

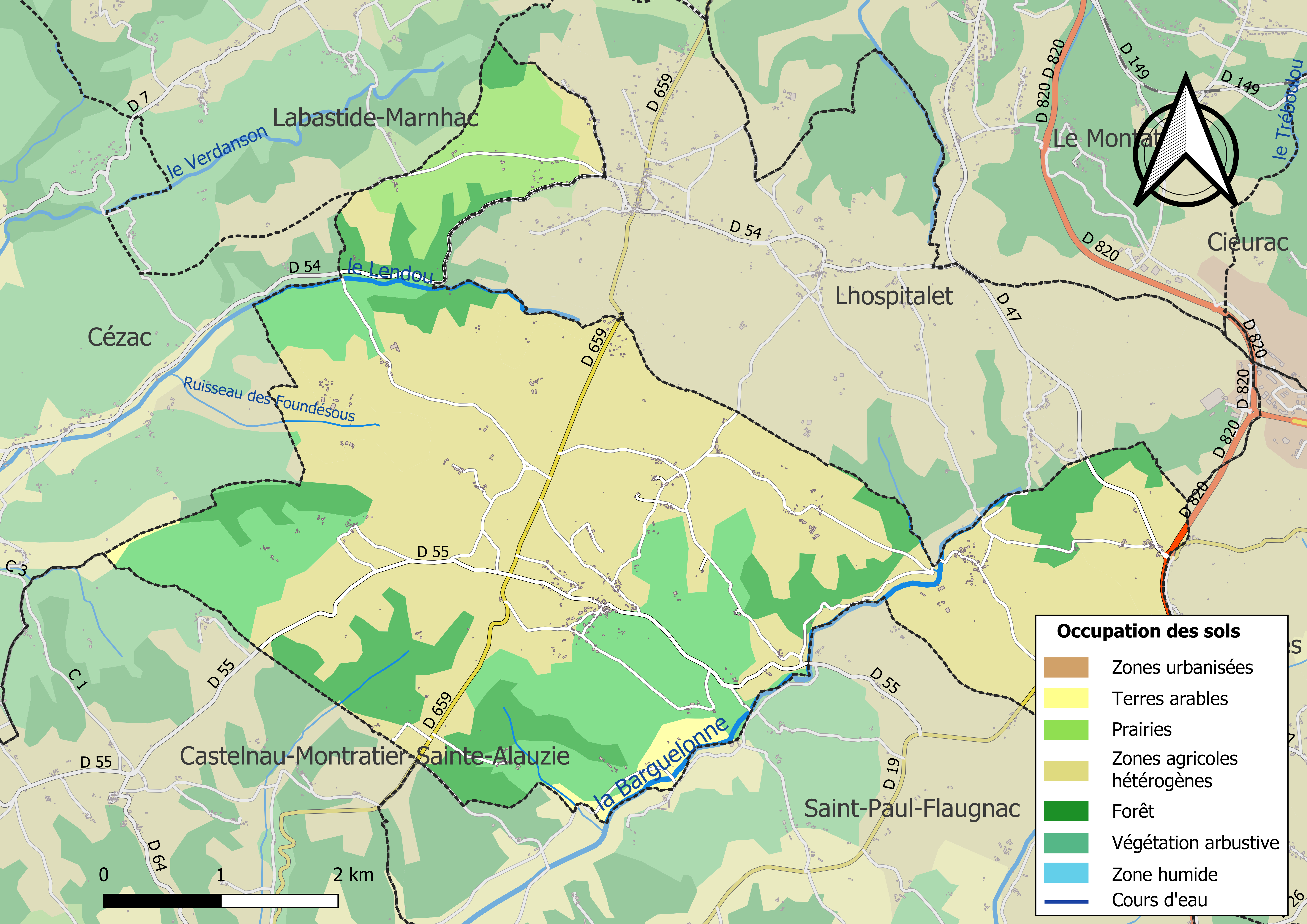
Bodennutzung und Infrastruktur von Pern (2018)

Pern liegt in der Région naturelle des Quercy Blanc, etwa 13 Kilometer südsüdwestlich von Cahors. Das Ortsgebiet wird entwässert vom Lendou und der Barguelonne, vom Ruisseau du Pech und von den zeitweise trockenfallenden Ruisseau de Malemousque und Ruisseau des Foundesous. Das Zentrum liegt auf einer Höhe von etwa 250 m. Das Relief des Gebiets ist insgesamt leicht hügelig mit einer maximalen Erhebung von 325 m nordwestlich des Zentrums und einer minimalen Höhe von 198 m beim Austritt der Barguelonne aus dem Ortsgebiet.
Teile des Gebiets von Pern gehören zum Natura-2000-Schutzgebiet „Serres de Saint-Paul-de-Loubressac et de Saint-Barthélémy, et causse de Pech Tondut“ (FR7300917) und zu vier ZNIEFF-Naturzonen. Rund 65 % der Fläche von Pern werden landwirtschaftlich genutzt, rund 18 % entfallen auf Gebiete mit Strauch- und/oder Kräutervegetation, rund 17 % sind bewaldet (Stand: 2018).
Umgeben wird Pern von der Nachbargemeinde Labastide-Marnhac und der Commune déléguée Lhospitalet im Norden sowie von den Nachbargemeinden Fontanes im Osten, Saint-Paul-Flaugnac im Süden, Castelnau-Montratier im Süden und Südwesten sowie Cézac im Westen.

## Bevölkerungsentwicklung
| Pern: Einwohnerzahlen von 1793 bis 2020                                                                                    | Pern: Einwohnerzahlen von 1793 bis 2020 | Pern: Einwohnerzahlen von 1793 bis 2020 | Pern: Einwohnerzahlen von 1793 bis 2020 | Pern: Einwohnerzahlen von 1793 bis 2020 |
| --- | --------------------------------------- | --------------------------------------- | --------------------------------------- | --------------------------------------- |
| Jahr |                                         |                                         |                                         | Einwohner                               |
| 1793 | 1793                                    |                                         | 689                                     | 689                                     |
| 1800 | 1800                                    |                                         | 604                                     | 604                                     |
| 1806 | 1806                                    |                                         | 632                                     | 632                                     |
| 1821 | 1821                                    |                                         | 904                                     | 904                                     |
| 1831 | 1831                                    |                                         | 945                                     | 945                                     |
| 1836 | 1836                                    |                                         | 879                                     | 879                                     |
| 1841 | 1841                                    |                                         | 906                                     | 906                                     |
| 1846 | 1846                                    |                                         | 906                                     | 906                                     |
| 1851 | 1851                                    |                                         | 909                                     | 909                                     |
| 1856 | 1856                                    |                                         | 892                                     | 892                                     |
| 1861 | 1861                                    |                                         | 833                                     | 833                                     |
| 1866 | 1866                                    |                                         | 889                                     | 889                                     |
| 1872 | 1872                                    |                                         | 832                                     | 832                                     |
| 1876 | 1876                                    |                                         | 813                                     | 813                                     |
| 1881 | 1881                                    |                                         | 809                                     | 809                                     |
| 1886 | 1886                                    |                                         | 746                                     | 746                                     |
| 1891 | 1891                                    |                                         | 672                                     | 672                                     |
| 1896 | 1896                                    |                                         | 623                                     | 623                                     |
| 1901 | 1901                                    |                                         | 559                                     | 559                                     |
| 1906 | 1906                                    |                                         | 556                                     | 556                                     |
| 1911 | 1911                                    |                                         | 521                                     | 521                                     |
| 1921 | 1921                                    |                                         | 415                                     | 415                                     |
| 1926 | 1926                                    |                                         | 386                                     | 386                                     |
| 1931 | 1931                                    |                                         | 369                                     | 369                                     |
| 1936 | 1936                                    |                                         | 384                                     | 384                                     |
| 1946 | 1946                                    |                                         | 366                                     | 366                                     |
| 1954 | 1954                                    |                                         | 349                                     | 349                                     |
| 1962 | 1962                                    |                                         | 319                                     | 319                                     |
| 1968 | 1968                                    |                                         | 304                                     | 304                                     |
| 1975 | 1975                                    |                                         | 293                                     | 293                                     |
| 1982 | 1982                                    |                                         | 321                                     | 321                                     |
| 1990 | 1990                                    |                                         | 327                                     | 327                                     |
| 1999 | 1999                                    |                                         | 350                                     | 350                                     |
| 2006 | 2006                                    |                                         | 396                                     | 396                                     |
| 2013 | 2013                                    |                                         | 494                                     | 494                                     |
| 2020 | 2020                                    |                                         | 431                                     | 431                                     |
| Quelle(n): EHESS/Cassini bis 1999, INSEE ab 2006 Anmerkung(en): Ab 1962 offizielle Zahlen ohne Einwohner mit Zweitwohnsitz |                                         |                                         |                                         |                                         |

## Sehenswürdigkeiten
- Kirche Saint-Pierre
- Kirche Saint-Barthélemy im Weiler Terry

## Persönlichkeiten
- Georges Coulonges (1923–2003), französischer Schriftsteller, Drehbuchautor und Liedtexter (u. a. für Lieder für Jean Ferrat, Nana Mouskouri, Marcel Amont, Juliette Gréco), Mitglied der Forces françaises de l’intérieur im Zweiten Weltkrieg, verstorben in Pern